# Mykoła Szewczenko
Mykoła Mykołajowycz Szewczenko, ukr. Микола Миколайович Шевченко, ros. Николай Николаевич Шевченко, Nikołaj Nikołajewicz Szewczenko (ur. 24 września 1967) – ukraiński piłkarz, grający na pozycji obrońcy, trener piłkarski.

## Kariera piłkarska

### Kariera klubowa
W latach 1987–1991 występował w Zirce Kirowohrad. W sezonie 1991/92 bronił barw Unii Nowa Sarzyna. Latem 1992 został piłkarzem Polihraftechniki Oleksandria. Na początku 1995 przeszedł do Nywy Winnica. W maju 1996 debiutował w składzie Worskły Połtawa, w czerwcu występował ponownie w Polihraftechnice, a w lipcu powrócił do Worskły. Latem 1997 ponownie wyjechał zagranicę, gdzie bronił barw klubów słowackiego Slovan Duslo Šaľa, uzbeckich (MHSK Taszkent, Traktor Taszkent, Surxan Termez, Metallurg Bekobod), hinduskich (Churchill Brothers SC, Dempo SC, FC Kochin) i malediwskiego Island FC.

## Kariera trenerska
Po zakończeniu kariery piłkarskiej pozostał w klubie Metallurg Bekobod, gdzie rozpoczął pracę trenerską.

## Sukcesy i odznaczenia

### Sukcesy klubowe
- brązowy medalista Mistrzostw Ukrainy: 1997